# رادهي شيام
رادهي شيام هو فيلم خيال علمي رومانسي دراما هندي قادم من بطولة برابهاس،بوجا هيجدي،كريشنام راجو وساشين كيدكار.من المقرر عرض الفيلم في الهند في 14 يناير 2022.

## روابط خارجية
- رادهي شيام على موقع IMDb (الإنجليزية)
- رادهي شيام على موقع روتن توميتوز (الإنجليزية)
- رادهي شيام على موقع أول موفي (الإنجليزية)
- رادهي شيام على موقع قاعدة بيانات الفيلم (الإنجليزية)
- رادهي شيام على موقع ليتربوكسد (الإنجليزية)
- رادهي شيام على موقع كينوبويسك (الروسية)